# Anchorage Daily News

Das Logo der Zeitung

Die Anchorage Daily News ist eine überregional erscheinende US-amerikanische Tageszeitung mit Sitz in Anchorage, Alaska. Die Zeitung wurde 1946 gegründet. Mit knapp 72.000 verkauften Exemplaren pro Tag (sonntags fast 90.000) ist sie die auflagenstärkste Tageszeitung in Alaska.
Die Zeitung erhielt drei Mal den Pulitzer-Preis, immer in der Kategorie Dienst an der Öffentlichkeit: 1976 mit dem Thema „Gewerkschaften und Ölfelder“; 1989 mit dem Thema „Wie Ureinwohner mit Veränderungen zurechtkommen“ und 2020 mit dem Thema des fehlenden Polizeischutzes für ein Drittel der Dörfer in Alaska (mit Beiträgen von ProPublica).